# Eva Teorell
Eva Gull Teorell, född 29 april 1943 i Uppsala, är en svensk målare och tecknare.
Eva Teorell är dotter till professor Torsten Teorell och Gull Forssner. Hon studerade vid Gerlesborgsskolan i Stockholm 1962–1963, teckning vid Kungliga konsthögskolan 1964–1965 och vid Valands konstskola i Göteborg[när?]. Hon medverkade bland annat i Nationalmuseums utställning Unga tecknare, Liljevalchs konsthalls Stockholmssalonger och en grupputställning på De ungas salong i Stockholm. Hennes konst består av expressiva porträtt och nonfigurativa kompositioner. 